# 平島村 (徳島県)
平島村（ひらしまそん）は、徳島県那賀郡にあった村。現在の阿南市那賀川町の南部にあたる。

## 地理
- 海洋 ： 紀伊水道
- 河川 ： 落合川、苅屋川、出島川、那賀川

## 歴史
- 1889年（明治22年）10月1日 - 町村制の施行により、中島浦・北中島村・原村・西原村・大京原村・古津村・三栗村・赤池村・苅屋村・工地村・上福井村の区域をもって発足。
- 1956年（昭和31年）9月30日 - 今津村と合併して那賀川町が発足。同日平島村廃止。

## 交通

### 鉄道路線
- 日本国有鉄道
  - 牟岐線
    - 阿波中島駅

現在は旧村域に西原駅が所在するが、当時は未開業。